# Менту-Кутюр
Менту́-Кутю́р (фр. Menetou-Couture) — коммуна во Франции, находится в регионе Центр. Департамент — Шер. Входит в состав кантона Неронд. Округ коммуны — Сент-Аман-Монтрон.
Код INSEE коммуны — 18143.

## География
Коммуна расположена приблизительно в 210 км к югу от Парижа, в 125 км юго-восточнее Орлеана, в 40 км к востоку от Буржа.
По территории коммуны протекает небольшая река Лизрон.

## Население
Население коммуны на 2008 год составляло 342 человека.
| 1962 | 1968 | 1975 | 1982 | 1990 | 1999 | 2008 |
| ---- | ---- | ---- | ---- | ---- | ---- | ---- |
| 444  | 477  | 394  | 369  | 356  | 316  | 342  |

## Экономика
В 2007 году среди 224 человек в трудоспособном возрасте (15-64 лет) 150 были экономически активными, 74 — неактивными (показатель активности — 67,0 %, в 1999 году было 65,5 %). Из 150 активных работали 138 человек (73 мужчины и 65 женщин), безработных было 12 (5 мужчин и 7 женщин). Среди 74 неактивных 16 человек были учениками или студентами, 29 — пенсионерами, 29 были неактивными по другим причинам.

## Достопримечательности
- Аббатство Нотр-Дам (XII век). Исторический памятник с 1925 года[3]
- Церковь Сен-Капре (XII век). Исторический памятник с 1926 года[4]
- Замок Менту-Кутюр[фр.] (XV век). Исторический памятник с 1917 года[5]